# Pretoria High School for Girls
Pretoria High School for Girls (lycée pour filles de Pretoria) également appelé Girls High ou PHSG, est un établissement scolaire public de langue anglaise d'enseignement secondaire situé à Pretoria en Afrique du Sud. 
Le lycée pour filles de Pretoria fut fondé en 1902 par Lord Alfred Milner. L'institution scolaire, à l’origine multiraciale, était réservée aux seules filles blanches durant la période d'apartheid (1948-1991). 

## Historique

### Origines
Dans les années 1880, la République sud-africaine du Transvaal avait fait construire à Pretoria deux grandes établissements scolaires publiques d’État, la Staatsmodelschool et une école pour fille appelée Staatsmeisjesschool. Durant la seconde guerre des Boers, la Staatsmeisjesschool avait été transformée en hôpital et le Staatsmodelschool transformé en prison. Lorsque le Transvaal passa sous domination britannique, le secrétaire colonial, Alfred Milner entreprit de développer et angliciser les établissements publics existants sur le modèle des Public schools britanniques. Le Staatsmodelschool fut rénové, rebaptisé Pretoria High School et ouvert dès le 3 juin 1901. Le Pretoria High school accueillit alors 32 élèves, chiffre qui allait rapidement augmenter. 
Le 10 octobre 1902, le Pretoria High School for Girls ouvrait à son tour dans l'ancien bâtiment du Staatsmeisjesschool, mettant fin à la mixité entre filles et garçons. Jusqu'en 1905, le PHSG accueillit les élèves des écoles primaires et secondaires jusqu'à ce que ces deux groupes soient à leur tour séparés. Le PHSG déménagea à son emplacement actuel le 28 juillet 1915. L'ancien Staatsmeisjesskool allait pour sa part devenir la Hamilton school.
La direction de l'établissement, sous la direction de la pédagogue britannique Edith Aitken, développa le PHSG sur le modèle de la North London Collegiate School, adoptant également une charte et la devise Prosit Spes Labori (Nous travaillons dans l'espoir). Si à l'ouverture de l'école, la moitié des élèves qui fréquentaient l'établissement étaient d'origine hollandaise, Aitken favorisa son accessibilité à tous les groupes de population, y compris les populations bantoues, dans un esprit chrétien d'ouverture, afin que les jeunes filles soient bien formées non seulement de corps mais d'esprit. 
Durant la Seconde Guerre mondiale, l'école développa ses propres œuvres de charité envers les nécessiteux. 
Après l'arrivée au pouvoir en 1948 du parti national et le début de la mise en œuvre de la politique d'apartheid, le PHSG fut catégorisé en établissement destiné à la seule population blanche de sexe féminin. Toutefois, au début des années 90, avant même que l'apartheid ne soit aboli, l'établissement était l'un des premiers de la province du Transvaal à ouvrir périodiquement ses équipements aux populations noires issus des townships. 
L'établissement accueillit sa première élève noire depuis 40 ans en 1990, en l’occurrence la fille d'un diplomate malawite, suivie l'année suivante par plusieurs enfants de diplomates africains et d'autres origines faisant de PHSG la première école publique blanche du nord-Transvaal à être dé-ségréguée et à ouvrir ses portes aux filles de toutes origines ethniques. 
En 1994, PHSG devint un établissement pleinement intégré, avec l'inscription de ses premières élèves noires sud-africaines.

### De nos jours
Réputé huppé et élitiste, Pretoria High School for Girls a accueilli les enfants de nombreuses personnalités sud-africaines (comme ceux de Pravin Gordhan ou Aaron Motsoaledi) et des enfants de diplomates en provenance du Chili, du Malawi, de l'Uruguay, et d'autres pays. Il a été distingué par le journal Pretoria News comme le meilleur lycée de Pretoria.
Sur fond de tensions raciales qui gangrènent l'Afrique du Sud, Pretoria High School for Girls fait l'objet d'une polémique nationale en 2016 quand plusieurs enseignants et la direction sont accusés de racisme notamment pour faire appliquer ou respecter un règlement intérieur estimé, par des élèves noirs, trop strict et inadapté à l'identité africaine, particulièrement en matière capillaire et linguistique. Zulaikha Patel organise les manifestations aboutissant à la visite du ministre provincial de l'Éducation, qui ordonne à l'établissement la suspension de la mesure sur les coiffures et la révision de l'ensemble du code de conduite.

## Taux de réussite
PHSG est l'une des meilleures écoles du Gauteng en matière de réussite scolaire avec un taux de réussite au Matric (équivalent du Bac) régulièrement proche de 100% .

## Uniforme
Pour la mi-saison, l'uniforme scolaire se compose d'une robe verte et d'un blazer bleu. 
Pour l’hiver, l'uniforme se compose d'une jupe bleu foncé, d'une chemise blanche et d'un blazer bleu foncé.

## Anciennes élèves
- Sheila Camerer, femme politique, ministre-adjointe.
- Bridgitte Hartley, kayakiste.
- Zulaikha Patel, militante antiraciste, et promotrice de l'éducation et de la lecture.